# Sgt. Pepper's Lonely Hearts Club Band
Sgt. Pepper's Lonely Hearts Club Band er den britiske rock-gruppe The Beatles' ottende album. Det udkom som lp på pladeselskabet Parlophone 26. maj 1967 og besatte førstepladsen på Storbritanniens hitliste de følgende 23 uger.
Albummet betragtes af mange som et af musikkens absolutte højdepunkter især pga. dets nyskabende sange, som The Beatles brugte omkring 700 timer i studiet på. Optagelserne spændte fra december 1966 til april 1967, og de stillede høje krav til studieteknikerne og producer George Martin, da Paul McCartney og John Lennon var ivrige for at gå hidtil uprøvede veje.
Det var ikke kun den musikalske del af Sgt. Pepper (som albummet forkortes) der var nyskabende; albummet er nemlig et af verdens første konceptalbum. Det bygger på idéen om Sgt. Pepper og hans ensomme hjerters klub-band, som Paul McCartney fik fra en børnebog. Lp'ens to sider fungerer derfor som en koncert med alt hvad dertil hører, herunder stemning af instrumenter og afsluttende ekstranummer.
Alt dette var nyt midt i 1960'erne, hvor et album ellers nemt kunne ligne en mere tilfældig samling sange.
Albummets cover, der vandt en Grammy Award, er et farverigt fotografi af The Beatles i uniformer, stående blandt mere end 70 pap-gengivelser af prominente personer, deriblandt Edgar Allan Poe, Marilyn Monroe, Aleister Crowley og Bob Dylan. John Lennon ville også have haft Adolf Hitler med på coveret, men det blev fjernet i sidste øjeblik.
Den 1. juni 1987, hvor verden kunne synge med på albummets begyndelseslinje "It was twenty years ago today", blev Sgt. Pepper udsendt på cd.
Ifølge musikmagasinet Rolling Stone har albummet solgt 11,7 mio. eksemplarer i alt.

## Spor
- Alle sange er skrevet af Lennon-McCartney, hvis ikke andet fremgår.

1. Sgt. Pepper's Lonely Hearts Club Band
2. With a Little Help from My Friends
3. Lucy in the Sky with Diamonds
4. Getting Better
5. Fixing a Hole
6. She's Leaving Home
7. Being for the Benefit of Mr. Kite!
8. Within You Without You (Harrison)
9. When I'm Sixty-Four
10. Lovely Rita
11. Good Morning Good Morning
12. Sgt. Pepper's Lonely Hearts Club Band (Reprise)
13. A Day in the Life